# Jens Odgaard
Jens Odgaard (født 31. marts 1999) er en dansk fodboldspiller, der spiller for Bologna F.C.

## Ungdom
Jens voksede op i Hillerød, Nordsjælland. Han gik i 2015 som 16årig ud af 9. Klasse på Hillerødsholmskolen i Hillerød. Jens spillede fodbold i HGI (Hillerød Gymnastik Forening) inden Lyngby BK.

## Karriere

### Lyngby BK
Han fik sin debut i den danske 1. division den 17. april 2016 imod Næstved BK.

### Inter
Den 5. juli 2017 blev Jens Odgaard solgt til italienske Inter for en sum af 10.000.000 DKr. Han spillede dog ikke en eneste kamp for klubben.

### Sassuolo
I 2018 skiftede han til U.S. Sassuolo Calcio på en transfer, hvor Inter beholdte en tilbagekøbsklausul. Herfra blev han udlejet til en række klubber, blandt andet SC Heerenveen og RKC Waalwijk i Holland, Lugano i Schweiz og Pescara i Italien.

### AZ
I 2022 rykkede han til den hollandske klub AZ Alkmaar på en 5-årig aftale.

### Bologna
D. 1. februar 2024 vendte han tilbage til Italien og kom til Bologna på udlån med en mulighed for at klubben kunne købe ham. D. 16. maj samme år valgte de at bruge denne købsoption..
I 2025 vandt han den italienske pokalturnering med Bologna.